# Amphisbaena fenestrata
Amphisbaena fenestrata là một loài bò sát trong họ Amphisbaenidae. Loài này được Cope mô tả khoa học đầu tiên năm 1861.